# Braai
Um típico braai, num pequeno braai stand
O braai (abreviatura de braaivleis, "carne grelhada" em africânder) é um evento que consiste na confeção de carne grelhada, como evento social.
Começou por ser uma tradição social entre os africânders da África Austral, apesar desta tradição já se ter alargado a sul-africanos de todas as origens étnicas. Um braai é um evento social, e como tal tem normas específicas, por exemplo: as mulheres raramente grelham a carne. Esta tarefa cabe normalmente aos homens, que se juntam em volta do grelhador, ou braseiro (braaistand, ou apenas braai) para grelhar a carne, enquanto as mulheres preparam as saladas e sobremesas.

## Composição
Na composição de um braai entram diversos tipos de carnes:
- Boerewors (salsicha fresca)
- Sosaties (espetadas)
- Spare-ribs (costelinhas)
- T-bones (costeletas)
- Chicken drumsticks (coxinhas de frango)

Para além de carne de boi ou porco, podem igualmente ser consumidas carnes de borrego ou cabrito, ou qualquer tipo de carne dado que o braai é um acontecimento social que gira em torno de uma refeição..
.